# Anta da Aldeia da Mata
A Anta da Aldeia da Mata, também referida como Anta do Tapadão, no Alentejo, localiza-se a dois quilómetros da povoação de Aldeia da Mata, na freguesia do mesmo nome no município do Crato, distrito de Portalegre, em Portugal.

## História
Constitui-se em um monumento megalítico com mais de cinco mil anos de idade. Destaca-se pelo seu grande porte, talvez o maior de seu género no país, encontrando-se em muito bom estado de conservação.
Encontra-se classificado como Monumento Nacional desde 1910.

## Características
Constituí-se por sete esteios de granito de grande envergadura, cujas dimensões (altura e largura) são:
- Esteio 1 - 2,62m X 2,20m;
- Esteio 2 - 2,33m X 1,50m;
- Esteio 3 - 2,38m X 0,84m;
- Esteio 4 - 2,10m X 2,80m;
- Esteio 5 - 1,70m X 1,16m;
- Esteio 6 - 0,45m X 1,14m;
- Esteio 7 - 2,24m X 2,45m.

A lage  que tapa a boca tem 3,06m X 2,78m.
A mesa ou chapéu da cobertura tem 4,27m X 3,35m X 30 cm de espessura.
O esteio 2 encontra-se partido transversalmente a meio; o esteio 6 apresenta-se reduzido a menos da metade inferior, estando a metade que falta caída no exterior.
Com a entrada virada para o nascente, é complementada por um corredor de dez metros de comprimento, lateralizado por blocos também de granito.
A boca da câmara foi fechada por um enorme bloco de pedra com cerca de três metros de largura, maior em tempos imemoriáveis, onde ainda permanece.
Aquando da sua escavação foi encontrado um riquíssimo espólio de vasos de cerâmica, flechas, facas, machados, adornos femininos, ossos humanos e de animais, um báculo e placas-ídolo (única na península), em homenagem à terra-mãe.